# Noite das bruxas
A noite das bruxas, ou noitadas de feitiçarias, é uma tradição quase esquecida celebrada em Montalegre e Vilar de Perdizes nas sexta-feiras dia 13.
A celebração começa com uma ceia das bruxas em que é servido caldo de urtigas entre outros pratos. Segue-se um ritual em que se faz uma reza "Com esta colher levantarei labaredas deste lume, que se parece co do Inferno. Fugirão daqui as bruxas"
Depois segue-se a "grande queimada das bruxas",em que prepara-se e serve-se uma poção mágica à base de aguardente aquecida no caldeirão chamada de "queimada do Outro Mundo". Enquanto a poção mágica é aquecida no caldeirão lê-se o esconjuro:
"Sapos e bruxas, moucos e corujas, demônios, trasgos e dianhos, espíritos, corvos, pegas e meigas, feitiços das mezinheiras, lume andante dos podres canhotos furados, luzinha dos bichos andantes, luz de mortos penantes, mau-olhado, negra inveja, ar de mortos, trovões e raios, pecadora língua de má mulher casada com home velho. Vade retro Satanás prás pedras cagadeiras!"
Outras duas bebidas mágicas preparadas e servidas durante a "grande queimada das bruxas" são os "Vinhos Benzidos pelo Diabo" e o "Licor Levanta o Pau".
A celebração da queimada remonta a mais de cinquenta anos e tem origem "[n]um ritual que se fazia nos invernos para curar gripes, catarros, resfriados. "Era aguardente queimada numa caçarola. E, como não havia luz eléctrica, mas, apenas, luz de velas, toda a gente gozava com as caras tétricas que a nossa cor amarelada sugeria, faces de desenterrados, de bruxas", informa o padre de Vilar de Perdizes.